# Bruno Goebel
Bruno Goebel (* 6. Oktober 1860 in Landsberg, Oberschlesien; † 20. Oktober 1944 in Reitendorf, Reichsgau Sudetenland) war ein deutscher Orgelbauer in Königsberg. Seine Werkstatt schuf etwa 200 Orgeln vor allem in Ostpreußen, aber auch in Westpreußen, Litauen, Schlesien und an weiteren Orten.

## Leben
Bruno Goebel ging um 1875 zu Anton Czopka in Rosenberg in Schlesien in die Lehre. 1882 war er bei Urban Kreutzbachs Sohn im sächsischen Borna, danach ging er nach Heidelberg. Es folgten Tätigkeiten bei Schlag in Schlesien und bei Heinrich Koulen in Straßburg, wo er mit den Besonderheiten der französischen Orgelbaukunst vertraut gemacht wurde. 1886 heiratete Goebel in Schlesien. Danach arbeitete er bei Kuhn in der Schweiz und 1890 bei G. F. Steinmeyer in Bayern. 1892 wurde er Geschäftsführer bei József Angster im ungarischen Fünfkirchen (Pécs).
1894 übernahm Bruno Goebel die Werkstatt von Johann Rohn in Wormditt in Ostpreußen. In diesem Jahr baute er die erste Orgel in Arnsdorf. 1898 übernahm er die Orgelbau-Anstalt von Max Terletzki in Königsberg und nannte sie zunächst Max Terletzki Nachf., Inhaber B. Goebel, Orgelbau-Anstalt. Bis 1930 wurden etwa 240 Neubauten und größere Umbauten ausgeführt. Um 1931 musste die Firma wegen der Wirtschaftskrise schließen und wurde 1932 als Bruno Goebel Söhne weitergeführt. Bis 1944 wurden etwa 60 weitere Neu- und Umbauten hergestellt.

## Söhne
Seine Söhne arbeiteten zeitweise in der Firma mit.
- Joseph (Josef) Goebel (1893–1969), eröffnete 1920 eine eigene Orgelbauanstalt in Danzig, ab 1950 in Leichlingen im Rheinland als Orgelbauer und Autor
- Hans Goebel (1897–1965), gründete eine Filiale in Kaunas in Litauen von 1928/29 (als Jonas Goebel) mit etwa 10 Orgelneubauten, ab etwa 1935 wieder in Königsberg, nach 1945 in Azpeitia im Baskenland als Orgelbauer[2]
- Friedrich (Fritz) Goebel (1900–1971), arbeitete ab 1919 bei Jehmlich in Dresden, 1920 wieder in Königsberg, seit 1925 bei Klais in Bonn, seit 1937 Geschäftsführer von Bruno Goebel Söhne in Königsberg, nach 1945 wieder bei Klais
- Alfons Goebel (1902–1989), spätestens seit 1932 Prokurist in der Königsberger Firma

## Werkliste (Auswahl)
Aus der Werkstatt von Bruno Goebel gab es etwa 300 Neu- und größere Umbauten, dazu einige Reparaturen und Restaurierungen. Die Trakturen waren meist pneumatisch, seit etwa 1929 teilweise elektropneumatisch. Die Goebel-Orgeln waren bekannt für einen schönen Klang.
Etliche der Orgeln sind erhalten, teilweise restauriert.
Bei einigen angeblichen Neubauten handelte es sich um Umbauten oder Erweiterungen bestehender Orgeln. Nicht mehr vorhandene Orgeln sind kursiv gesetzt.
| Jahr    | Ort                                               | Gebäude                                              | Bild | Manuale | Register | Bemerkungen |
| ------- | ------------------------------------------------- | ---------------------------------------------------- | ---- | ------- | -------- | --- |
| 1894    | Arnsdorf                                          | Katholische Kirche                                   |      | II/P    | 19       | erhalten, Opus 1 |
| 1898    | Mehlsack (Pieniężno)                              | St. Peter und Paul                                   |      |         | 33       | erhalten |
| 1901    | Königsberg, Ostpreußen                            | Königin-Luise-Gedächtnis-Kirche                      |      |         |          | Das Orgelgehäuse wurde von der Firma Gustav Kuntzsch, Anstalt für kirchliche Kunst, Wernigerode, hergestellt. 1942 ersetzt durch eine Kemper-Orgel; diese ging in den Nachkriegswirren verloren. |
| 1903    | Springborn (Ermland) / Stoczek Klasztorny (Polen) | Basilika Mariä Heimsuchung                           |      | III/P   | 52       | Opus 208 |
| 1905    | Heilige Linde (Święta Lipka)                      | Wallfahrtskirche                                     |      | II/P    | 36       | in einem Barockgehäuse von Mosengel. 2009 Restaurierung durch S. Sauer, Westf. |
| 1906    | Lipowitz/Lindenort (Lipowiec)                     | Evangelische Kirche                                  |      |         |          | Kirche samt Orgel 1945 zerstört |
| 1906    | Švėkšna, Litauen                                  | St. Jakobus                                          |      | II/P    | 24       | 2007 restauriert durch Šauklys |
| 1907    | Danzig                                            | St. Albrecht                                         |      | II/P    | 14       | erhalten |
| 1909    | Plaßwich (Płoskinia)                              | Katharinenkirche                                     |      | II/P    | 25       | erhalten, opus 272 |
| 1909    | Braunsberg (Braniewo)                             | St. Katharina                                        |      |         | 42       | in Barockprospekt von Mosengel von 1726, 1945 zerstört |
| 1909/10 | Berlin                                            | St. Mauritius                                        |      | II/P    | 32       | einzige erhaltene größere Goebel-Orgel in Deutschland → Orgel |
| 1911    | Rosenberg (Olesno), Schlesien                     | St. Michael                                          |      | II/P    | 20       | erhalten, Opus 289 |
| 1914    | Kattowitz (Katowice), Oberschlesien               | St. Antonius                                         |      | II/P    | 35       | erhalten, Opus 297 |
| 1912    | Rosenberg (Olesno)                                | Fronleichnamskirche                                  |      | III/P   | 37       | erhalten, Opus 298 |
| 1915    | Rastenburg (Kętrzyn)                              | Kirche der hl. Katharina von Alexandrien             |      | II/P    | 19       | nahezu vollständig erhalten, Opus 281 |
| 1916    | Allenstein (Olsztyn)                              | Herz Jesu                                            |      | III/P   | 44       | erhalten – Orgel |
| 1929    | Heilsberg (Lidzbark)                              | St. Peter und Paul                                   |      |         | 52       | erhalten, Opus 365 |
| 1929    | Wormditt (Orneta)                                 | Katholische Kirche, heute Kirche Johannes der Täufer |      | III/P   | 46       | erhalten, Opus 366, elektropneumatische Traktur, 1945 beschädigt, teilweise restauriert |
| 1931    | Panevėžys, Litauen                                | Kathedrale Christus König                            |      | III/P   | 25       | geplant waren 38 Register, 2014 restauriert |
| 1936    | Frankfurt am Main                                 | Rundfunk                                             |      |         | 44       | wahrscheinlich verloren |
| 1939/41 | Leipzig                                           | Freikirchliche Gemeinde (Baptisten)                  |      |         | 6        | ursprünglich für Reichssender Leipzig, erhalten |
| 1942/43 | Berlin                                            | Privat                                               |      |         | 5        | Verbleib? |
| 1944    | Königsberg i. Pr.                                 | Privat?                                              |      |         |          | letztes bekanntes Instrument |
| ?       | Schlochau (Człuchów)                              | St Jakob                                             |      |         |          | 37 (27 manual) |

Umbauten und Reparaturen
| Jahr    | Ort                                                                  | Gebäude               | Bild | Manuale | Register | Bemerkungen                                                                          |
| ------- | -------------------------------------------------------------------- | --------------------- | ---- | ------- | -------- | ------------------------------------------------------------------------------------ |
| 1915/16 | Bogutschütz (Bogucice, heute Stadtteil von Kattowitz), Oberschlesien | St. Stephan und Maria |      | III/P   | 45       | Erweiterung nach Schlag & Söhne (1893/94), als Neubau deklariert, Opus 321, erhalten |
| 1926    | Elbing (Elbląg)                                                      | Nikolaikirche         |      | III/P   | 53       | Erweiterung der Terletzki-Orgel (vorher III/P, 45)                                   |